# Kékbajszú levélmadár
A kékbajszú levélmadár (Chloropsis cyanopogon)  a madarak osztályának verébalakúak (Passeriformes) rendjébe és a levélmadárfélék (Chloropseidae) családjába tartozó faj.
A magyar név forrással nincs megerősítve, lehet, hogy a német név tükörfordítása (Blaubart-Blattvogel).

## Előfordulása
Brunei, Indonézia, Malajzia, Mianmar, Szingapúr és Thaiföld területén honos. Síkvidéki erdő, gyümölcsösök, bokrosok és tisztások és ültetvények lakója.

## Alfajai
- Chloropsis cyanopogon cyanopogon
- Chloropsis cyanopogon septentrionalis

## Szaporodása
Szaporodási időszaka februártól augusztusig tart.